# Nitocrella vasconica
Nitocrella vasconica är en kräftdjursart som beskrevs av Claude Chappuis 1937. Nitocrella vasconica ingår i släktet Nitocrella och familjen Ameiridae. Inga underarter finns listade i Catalogue of Life.